# So geht es auf der Welt
So geht es auf der Welt je čtvrté studiové album Hany Hegerové a druhé v německém jazyce. Album vyšlo roku 1972 v Německu. Je složené z 12 písní. Hudební aranžmá vytvořil Willy Hoffmann.

## Seznam skladeb
1. So geht es auf der Welt 2:34
2. Vielleicht Müssen Wir Wieder Wie Die Kinder Sein 2:57
3. Wo Die Roten Lampen Steh'n 5:10
4. Früher 2:32
5. Der Kleine Mensch 3:02
6. Novemberlied 2:25
7. Herrn Neyers Süsses Geheimnis 2:35
8. Das Wolkenlied 2:45
9. Die Andre Frau 2:37
10. Das Letzte Hemd 3:28
11. Scheidung 4:14
12. Ich Schlaf' So Tief 3:31